# 仁德北里
仁德北里，是台灣南部自清治時期至日治初期的一個行政區劃，其範圍即今台南市的仁德區中部偏北。
仁德北里北邊為永康下里、長興下里，東邊為歸仁南里，南邊為仁德南里，西邊為仁和里。

## 管轄街庄
仁德北里共轄3個庄：
- 今仁德區境內：塗庫庄、新佃庄、崁腳庄